# Cmentarz parafialny parafii Świętej Trójcy w Ząbkach
Cmentarz parafialny parafii Świętej Trójcy w Ząbkach lub stary cmentarz w Ząbkach nazywany też po prostu cmentarzem w Ząbkach ze względu na fakt, iż  przez wiele lat był jedynym cmentarzem w miejscowości – cmentarz katolicki położony na terenie miasta Ząbki w powiecie wołomińskim, w woj. mazowieckim. Cmentarz znajduje się przy ul. marsz. Józefa Piłsudskiego; róg ulicy Jana Christiana Andersena w Ząbkach. Cmentarzem zarządza parafia Świętej Trójcy w Ząbkach.

## Historia
Cmentarz powstał w roku 1919 lub 1920 na gruntach majątku hrabiego Ronikiera i księżnej Radziwiłłowej. Po bitwie warszawskiej z 1920 roku na cmentarzu w zbiorowej mogile złożono ciała żołnierzy Wojska Polskiego walczących z bolszewikami, zmarłych w wyniku odniesionych ran w tymczasowym szpitalu polowym, działającym na terenie Ząbek. Na mogile ustawiono pomnik prezentujący orła, który został poświęcony w 1924. Pomnik ten został zniszczony przez żołnierzy sowieckich w trakcie II wojny światowej i odtworzony w 1989. Na cmentarzu znajduje się także kwatera żołnierzy poległych w trakcie polskiej wojny obronnej września 1939 oraz żołnierzy i cywilnych członków podziemia poległych w trakcie okupacji. Kwatera ta została wyremontowana w 2014. Na cmentarzu znajduje się również zbiorowa mogiła ze szczątkami przeniesionymi ze zlikwidowanego w 1966 roku – cmentarza przyszpitalnego w Drewnicy.   

## Znane osoby pochowane na cmentarzu

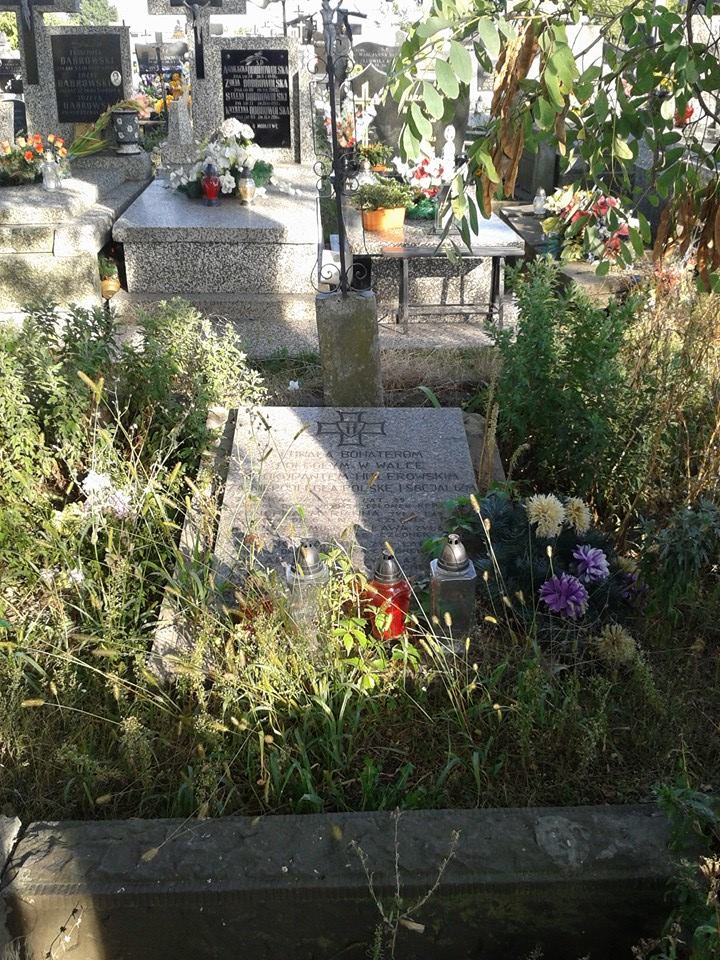
Grobowiec bojowników PPR na starym cmentarzu w Ząbkach

- Jerzy Burzyński (1922–2006) – polski entomolog, prof. dr. hab.[4]
- Jarosław Florczak (1969–2010) – podpułkownik  Biura Ochrony Rządu, ofiara katastrofy polskiego samolotu Tu-154 w Smoleńsku z 2010[5]
- Tadeusz Karolak (1933–2020) – polski duchowny rzymskokatolicki, ksiądz prałat, Honorowy Obywatel Ząbek[6]
- Leon Konopka (1880–1950) – działacz komunistyczny
- Arkadiusz Melak (1951–2011) – polski działacz opozycyjny okresu PRL[7]
- Marian Melak (1907–1944) – działacz komunistyczny
- Jan Morka (1905–1943) – działacz komunistyczny